# 한국내화
한국내화는 후성그룹 계열의 내화물 기업으로충청남도 당진시 송산면 무수들길 370에 본사를 두고 있다.

## 사업장 현황
- 본사: 충청남도 당진시 송산면 무수들길 370
- 조업정비부: 충청남도 당진시 송악읍 북부산업로 1480 현대제철
- 분당사무소: 경기도 성남시 돌마로 48 후성빌딩
- 서천공장: 충청남도 서천군 종천면 종천공단길 32번길